# Institutos de Religião Natural e Revelada
The Institutes of Natural and Revealed Religion, escrito pelo ministro dissidente e polímata inglês do século XVIII Joseph Priestley, é uma obra de três volumes destinada à educação religiosa publicada por Joseph Johnson entre 1772 e 1774.  Seu argumento central é que a revelação e a lei natural devem coincidir.